# .test
.test è un dominio di primo livello riservato.
È stato definito dalla Internet Engineering Task Force (IETF) nel giugno 1999 con la Request for Comments 2606, insieme ad altri tre domini riservati (.example, .invalid e .localhost). Dato l'uso riservato al software testing, software, API e librerie non devono trattare il dominio come un caso speciale, mentre server DNS devono immediatamente riconoscere i domini .test come non validi.
Nel 2007 ICANN ha approvato undici domini internazionalizzati corrispondenti a .test in diversi sistemi di scrittura:
- إختبار
- آزمایشی
- 测试
- 測試
- испытание
- परीक्षा
- δοκιμή
- 테스트
- טעסט
- テスト
- பரிட்சை